# Chimney Mills
Chimney Mills var en civil parish 1858–1897 när det uppgick i Culford, i distriktet West Suffolk i grevskapet Suffolk i England. Civil parish är belägen 5 km från Bury St Edmunds. Civil parish hade 8 invånare år 1891.